# فرانك غروبر
فرانك غروبر (بالإنجليزية: Frank Gruber)‏ (2 فبراير 1904 في الولايات المتحدة - 9 ديسمبر 1969، سانتا مونيكا في الولايات المتحدة)؛ كاتب سيناريو وروائي أمريكي.

## روابط خارجية
- فرانك غروبر على موقع IMDb (الإنجليزية)
- فرانك غروبر على موقع ألو سيني (الفرنسية)
- فرانك غروبر على موقع أول موفي (الإنجليزية)
- فرانك غروبر على موقع قاعدة بيانات الأفلام السويدية (السويدية)
- فرانك غروبر على موقع قاعدة بيانات الفيلم (الإنجليزية)
- فرانك غروبر على موقع كينوبويسك (الروسية)